# Comuni della Senna-Saint-Denis
Questa voce presenta un elenco di città nella Seine-Saint-Denis. Il dipartimento francese di Seine-Saint-Denis è diviso in 40 comuni.

## Lista generale
La seguente tabella elenca le città della Seine-Saint-Denis, specificando il codice INSEE, codice postale principale appartenenti alle principali intercomunale nel 2010, la loro dimensione e popolazione.
| Comune                  | Codice INSEE | Codice Postale | Intercomunalità | Superficie (km²) | Popolazione (2008) | Densità (hab./km² |
| ----------------------- | ------------ | -------------- | --------------- | ---------------- | ------------------ | ----------------- |
| Aubervilliers           | 93001        | 93300          | CAPC            | 5,76             | 74 528             | 12 938,89         |
| Aulnay-sous-Bois        | 93005        | 93600          |                 | 16,20            | 82 188             | 5 073,33          |
| Bagnolet                | 93006        | 93170          | CAEE            | 2,57             | 33 960             | 13 214,01         |
| Le Blanc-Mesnil         | 93007        | 93150          |                 | 8,05             | 50 668             | 6 294,16          |
| Bobigny                 | 93008        | 93000          | CAEE            | 6,77             | 47 726             | 7 049,63          |
| Bondy                   | 93010        | 93140          | CAEE            | 5,47             | 53 259             | 9 736,56          |
| Le Bourget              | 93013        | 93350          | CAAB            | 2,08             | 13 610             | 6 543,27          |
| Clichy-sous-Bois        | 93014        | 93390          | CACM            | 3,95             | 29 127             | 7 373,92          |
| Coubron                 | 93015        | 93470          |                 | 4,14             | 4 676              | 1 129,47          |
| La Courneuve            | 93027        | 93120          | CAPC            | 7,52             | 36 915             | 4 908,91          |
| Drancy                  | 93029        | 93700          | CAAB            | 7,76             | 66 194             | 8 530,15          |
| Dugny                   | 93030        | 93440          | CAAB            | 3,89             | 10 483             | 2 694,86          |
| Épinay-sur-Seine        | 93031        | 93800          | CAPC            | 4,57             | 52 689             | 11 529,32         |
| Gagny                   | 93032        | 93220          |                 | 6,83             | 38 342             | 5 613,76          |
| Gournay-sur-Marne       | 93033        | 93460          |                 | 1,68             | 6 229              | 3 707,74          |
| L'Île-Saint-Denis       | 93039        | 93450          | CAPC            | 1,77             | 7 071              | 3 994,92          |
| Les Lilas               | 93045        | 93260          | CAEE            | 1,26             | 22 157             | 17 584,92         |
| Livry-Gargan            | 93046        | 93190          |                 | 7,38             | 41 808             | 5 665,04          |
| Montfermeil             | 93047        | 93370          | CACM            | 5,45             | 24 457             | 4 487,52          |
| Montreuil               | 93048        | 93100          | CAEE            | 8,92             | 102 176            | 11 454,71         |
| Neuilly-Plaisance       | 93049        | 93360          |                 | 3,42             | 20 304             | 5 936,84          |
| Neuilly-sur-Marne       | 93050        | 93330          |                 | 6,86             | 33 198             | 4 839,36          |
| Noisy-le-Grand          | 93051        | 93160          |                 | 12,95            | 63 106             | 4 873,05          |
| Noisy-le-Sec            | 93053        | 93130          | CAEE            | 5,04             | 38 713             | 7 681,15          |
| Pantin                  | 93055        | 93500          | CAEE            | 5,01             | 52 698             | 10 518,56         |
| Les Pavillons-sous-Bois | 93057        | 93320          |                 | 2,92             | 20 721             | 7 096,23          |
| Pierrefitte-sur-Seine   | 93059        | 93380          | CAPC            | 3,41             | 28 871             | 8 466,57          |
| Le Pré-Saint-Gervais    | 93061        | 93310          | CAEE            | 0,70             | 17 588             | 25 125,71         |
| Le Raincy               | 93062        | 93340          |                 | 2,24             | 13 622             | 6 081,25          |
| Romainville             | 93063        | 93230          | CAEE            | 3,44             | 25 621             | 7 447,97          |
| Rosny-sous-Bois         | 93064        | 93110          |                 | 5,91             | 40 843             | 6 910,83          |
| Saint-Denis             | 93066        | 93200          | CAPC            | 12,36            | 103 742            | 8 393,37          |
| Saint-Ouen              | 93070        | 93400          |                 | 4,31             | 45 595             | 10 578,89         |
| Sevran                  | 93071        | 93270          | CAPF            | 7,28             | 50 770             | 6 973,90          |
| Stains                  | 93072        | 93240          | CAPC            | 5,39             | 34 608             | 6 420,78          |
| Tremblay-en-France      | 93073        | 93290          | CAPF            | 22,44            | 35 494             | 1 581,73          |
| Vaujours                | 93074        | 93410          |                 | 3,78             | 6 075              | 1 607,14          |
| Villemomble             | 93077        | 93250          |                 | 4,04             | 28 169             | 6 972,52          |
| Villepinte              | 93078        | 93420          | CAPF            | 10,37            | 35 810             | 3 453,23          |
| Villetaneuse            | 93079        | 93430          | CAPC            | 2,31             | 12 655             | 5 478,35          |

## Per arrondissement
La Seine-Saint-Denis è fatto dal 1993, tre arrondissement :

| Arrondissement di Saint-Denis | Arrondissement di Bobigny | Arrondissement di Le Raincy |
| --- | --- | --- |
| 1. Saint-Ouen 2. Aubervilliers 3. Saint-Denis 4. L'Île-Saint-Denis 5. Épinay-sur-Seine 6. Villetaneuse 7. Pierrefitte-sur-Seine 8. Stains 9. La Courneuve | 1. Dugny 2. Le Bourget 3. Drancy 4. Bobigny 5. Bondy 6. Les Pavillons-sous-Bois 7. Noisy-le-Sec 8. Romainville 9. Pantin 10. Le Pré-Saint-Gervais 11. Les Lilas 12. Bagnolet 13. Montreuil 14. Rosny-sous-Bois 15. Villemomble | 1. Neuilly-Plaisance 2. Neuilly-sur-Marne 3. Noisy-le-Grand 4. Gournay-sur-Marne 5. Gagny 6. Le Raincy 7. Clichy-sous-Bois 8. Montfermeil 9. Coubron 10. Vaujours 11. Livry-Gargan 12. Sevran 13. Aulnay-sous-Bois 14. Le Blanc-Mesnil 15. Villepinte 16. Tremblay-en-France |

## Per Unità urbana
Secondo la classificazione del INSEE, tutti i comuni della Seine-Saint-Denis sono stati inclusi nello unità urbana e nell'area metropilitana di Parigi nel 2010.

## Per struttura intercomunale
Il dipartimento ha, nel 2010, cinque strutture intercomunali a fiscalità propria:
- CMAC: Comunità Urbana di Clichy-sous-Bois Montfermeil, fondata nel 2001 dalla trasformazione di una comunità di comuni
- CAPC:Comunità Urbana Plaine Commune, fondata nel 2001 dalla trasformazione di una comunità di comuni
- CAAB: Comunità urbana all'aeroporto di Le Bourget, fondata nel 2010 dalla trasformazione di una comunità di comuni
- CAEE: Comunità Urbana Est Ensemble, creato nel 2010
- CDR: Comunità urbana Plaine de France, fondata nel 2010.

Est Ensemble, con i suoi 393.808 abitanti, e Plaine Commune, con i suoi 351.079 abitanti (2008), sono le due più popolose intercomunalità dell'Île-de-France, con la comunità urbana occidentale Grande Parigi (Hauts-de-Seine), con i suoi 298 804 abitanti.